# Rezerwat przyrody Góra Żakowa
Rezerwat przyrody Góra Żakowa – rezerwat przyrody nieożywionej na terenie Chęcińsko-Kieleckiego Parku Krajobrazowego w gminie Sitkówka-Nowiny, w powiecie kieleckim, w województwie świętokrzyskim.
- Powierzchnia: 50,41 ha[2]
- Rok utworzenia: 1999
- Dokument powołujący: Rozporządzenie Woj. Święt. 12/1999 z 30.04 1999; Dz. Urz. Woj. Święt. 23/1999, poz. 557 z 10.05.1999
- Numer ewidencyjny WKP: 033
- Charakter rezerwatu: częściowy
- Przedmiot ochrony: powierzchniowe i podziemne pozostałości górnictwa kruszcowego rud ołowiu oraz gatunki chronione roślin

Rezerwat leży we wschodniej części masywu tzw. Gór Skibskich, będącego częścią Pasma Zelejowskiego. Obejmuje dwa zalesione wzniesienia: Górę Wsiową (367 m n.p.m.) i Górę Żakową (363 m n.p.m.). Wznosi się 50–80 metrów ponad sąsiadującą od południa Dolinę Chęcińską.
Teren rezerwatu porasta dąbrowa świetlista i zdegenerowana żyzna buczyna karpacka, występują tu też fragmenty grądu subkontynentalnego. Runo leśne i miejsca odsłonięte porastają rośliny ciepłolubne, m.in. ciemiężyk białokwiatowy, naparstnica zwyczajna, szałwia łąkowa i dzwonek brzoskwiniolistny. Występują tu takie rośliny chronione jak: wawrzynek wilczełyko, zawilec wielkokwiatowy, storczyk męski, bluszcz pospolity, lilia złotogłów, orlik pospolity, podkolan biały i paprotka zwyczajna.
Przez rezerwat przechodzi  niebieski szlak turystyczny z Chęcin do Łagowa.